# Apamea illyrica
Apamea illyrica là một loài bướm đêm trong họ Noctuidae.